# Desa Pamulihan (administrativ by i Indonesien, Jawa Barat, lat -6,93, long 108,54)
Desa Pamulihan är en administrativ by i Indonesien.   Den ligger i provinsen Jawa Barat, i den västra delen av landet, 200 km öster om huvudstaden Jakarta.